# Zeadmete sikatunai
Zeadmete sikatunai is een slakkensoort uit de familie van de Cancellariidae. De wetenschappelijke naam van de soort is voor het eerst geldig gepubliceerd in 2011 door Verhecken.